# Euglossa roderici
Euglossa roderici är en nyupptäckt biart som först beskrevs av André Nemésio 2009. Den förekommer endast i Brasilien.

## Beskrivning
Arten är ett medelstort bi med en kroppslängd på omkring 11 mm. Hanen är övervägande mörkblå till violett på huvud och mellankropp, med en kort, svag, elfenbensvit strimma vid ögonen. Tergiterna (ovansidans bakkroppssegment) är purpurfärgade framtill, övergående till mörkrött. Honan är färgad ungefär som hanen, dock med ögonstrimman och nederdelen av ansiktet blågröna.

## Ekologi
Alla orkidébin är viktiga orkidépollinatörer, och arten utgör knappast något undantag. Det faktum att den är så nyligen beskriven, samt orkidébinas levnadssätt med en hög och snabb flykt som gör dem svårstuderade, medför att litet är känt om arten. Man har dock kunnat konstatera att den främst uppehåller sig i kustnära skogar, även om den också har iakttagits inåt landet i en floddal för floden Rio Ribeira de Iguape.

## Utbredning
Arten är helt nyupptäckt och har hittills endast påträffats i Brasilien (delstaterna Paraná och São Paulo).